# Kumarkhod
Kumarkhod (en népalais : कुमरखोद) est un comité de développement villageois du Népal situé dans le district de Jhapa. Au recensement de 2011, il comptait 9 585 habitants.